# Ян Кшиштоф Орлик
Миколай Орлик (*пол. Jan Orlik, д/н — 1592) — державний діяч Речі Посполитої.

## Життєпис
Походив з роду Орликів з Лазіська гербу Новина. Син Станіслава Орлика, писарая великого коронного, та Катажини Комаровської. 1559 року втратив батька. Здобув спочатку домашнюосвіту, виховувався в католицькому дусі.
У 1566—1568 роках разом з братом Станіславом Владиславом навчався в Падуанському університеті. Можливо невдовзі перейшов до кальвінізму. Можливо цьому посприяв шлюб з представницею магнатського роду Бучацьких — прихильників кальвінізму.
1571 року вперше згадується у податкових книгах Підляського воєводства. Того ж року отримав посаду підчашого с андомирського. 1577/1577 року продав маєток Лазіська. 1586 року відомо, що надав позику коронному обозному Станіславу Красицькому.
Під час боротьби між Сигізмундом Вазою і Максиміліаном Габсбургом за трон підтримав першого, в той час як його брат Станіслав став прихильником Габсбургів (1587 року той емігрував до королівства Богемія, ставши засновником моравської гілки Орликів).
Ймовріно прихильність Орлик до кальвінізму не дозволила зробити кар'єру. Остання письмова згадка про нього відноситься до 1588 року. Помер 1592 року.

## Родина
Згідно з дослідженнями був одружений з представницею роду Бучацьких-Творовських. Василь Ульяновський стверджував, що дружиною була Беата, донька Яна Творовського, польного гетьмана коронного. За іншою гіпотезою Беата була не донькою Яна Творовського, а онукою — від його сина Яна. Існує також гіпотеза, що дружиною Яна Кшиштова була Ельжбета, донька Миколая, сина Яна Творовського. Втім проти цього свідчить запис 1588 року, де дружину Яна Орлика чітко названо Беатою.